# Hemiarius verrucosus
Hemiarius verrucosus is een straalvinnige vissensoort uit de familie van de christusvissen (Ariidae). De wetenschappelijke naam van de soort is voor het eerst geldig gepubliceerd in 2003 door Ng.